# Episodi di 100 cose da fare prima del liceo
La prima ed unica stagione della serie televisiva 100 cose da fare prima del liceo è stata trasmessa in anteprima assoluta negli Stati Uniti d'America l'11 novembre 2014. I successivi episodi sono stati trasmessi dal 30 maggio 2015 al 27 febbraio 2016 su Nickelodeon.
In Italia ha debuttato il 21 dicembre 2015 sempre sul canale pay-TV Nickelodeon. La serie è stata trasmessa in chiaro su Super! dal 14 settembre 2016.
| n. | Titolo originale USA                                                           | Titolo italiano                                                                            | Prima TV USA      | Prima TV Italia  |
| -- | ------------------------------------------------------------------------------ | ------------------------------------------------------------------------------------------ | ----------------- | ---------------- |
| 1  | Special                                                                        | Il primo giorno di scuola                                                                  | 11 novembre 2014  | 21 dicembre 2015 |
| 2  | Start a Garage Band Thing!                                                     | Formare una band                                                                           | 30 maggio 2015    | 22 dicembre 2015 |
| 3  | Run with the Bears Thing!                                                      | Correre con i Bears                                                                        | 6 giugno 2015     | 23 dicembre 2015 |
| 4  | Say Yes to Everything for a Day Thing!                                         | Dire di si a qualsiasi cosa per un giorno                                                  | 13 giugno 2015    | 24 dicembre 2015 |
| 5  | Be a Fairy Godmother Thing!                                                    | Essere fate madrine                                                                        | 20 giugno 2015    | 25 dicembre 2015 |
| 6  | Stay Up All Night Thing!                                                       | Stare in piedi tutta la notte                                                              | 27 giugno 2015    | 28 dicembre 2015 |
| 7  | Adopt a Flour Baby Thing!                                                      | Adottare un bimbo di farina                                                                | 11 luglio 2015    | 29 dicembre 2015 |
| 8  | Change Your Look and See What Happens Thing!                                   | Cambiare il look e vedere cosa succede                                                     | 18 luglio 2015    | 30 dicembre 2015 |
| 9  | Find Your Super Power Thing!                                                   | Trovare il proprio superpotere                                                             | 25 luglio 2015    | 31 dicembre 2015 |
| 10 | Scavenger Hunt Thing!                                                          | Fare una caccia al tesoro                                                                  | 19 settembre 2015 | 1 gennaio 2016   |
| 11 | Make a New Friend Thing!                                                       | Fare nuove amicizie                                                                        | 26 settembre 2015 | 4 gennaio 2016   |
| 12 | Be a Mad Scientist Thing!                                                      | Essere scienziati pazzi                                                                    | 3 ottobre 2015    | 5 gennaio 2016   |
| 13 | Join a Club Thing!                                                             | Entrare in un club                                                                         | 10 ottobre 2015   | 21 marzo 2016    |
| 14 | Have the Best Halloween Ever Thing!                                            | Organizzare la miglior festa di Halloween di sempre                                        | 24 ottobre 2015   | 22 marzo 2016    |
| 15 | Get the Most Out of a Sick Day Thing!                                          | Vivere al meglio un giorno di influenza                                                    | 7 novembre 2015   | 23 marzo 2016    |
| 16 | Sit at a Different Lunch Table Thing!                                          | Sedersi a un tavolo diverso                                                                | 14 novembre 2015  | 24 marzo 2016    |
| 17 | Survive the Virus Attack Trapped in the Last Home Base Station on Earth Thing! | Sopravvivere all'attacco del virus intrappolati nell'ultima stazione casa-base sulla Terra | 21 novembre 2015  | 25 marzo 2016    |
| 18 | Run for Office Thing!                                                          | Candidarsi                                                                                 | 9 gennaio 2016    | 28 marzo 2016    |
| 19 | Always Tell the Truth (But Not Always) Thing!                                  | Dire sempre la verità                                                                      | 16 gennaio 2016   | 29 marzo 2016    |
| 20 | Become a Millionaire and Give It All Away Thing!                               | Diventare milionari e regalare tutto                                                       | 23 gennaio 2016   | 30 marzo 2016    |
| 21 | Leave Your Mark Thing!                                                         | Lasciare un segno                                                                          | 30 gennaio 2016   | 31 marzo 2016    |
| 22 | Meet Your Idol Thing!                                                          | Incontrare il proprio idolo                                                                | 6 febbraio 2016   | 1 aprile 2016    |
| 23 | Master a Thing Thing!                                                          | Specializzarsi in qualcosa                                                                 | 13 febbraio 2016  | 4 aprile 2016    |
| 24 | Raise Your Hand Thing!                                                         | Alzare la mano                                                                             | 20 febbraio 2016  | 5 aprile 2016    |
| 25 | Get Your Heart Pre-Broken Thing!                                               | Farsi pre-spezzare il cuore                                                                | 27 febbraio 2016  | 6 aprile 2016    |

## Il primo giorno di scuola
Titolo originale: Special

### Trama
La sera precedente al primo giorno di seconda media, il fratello di CJ le racconta la verità sul liceo, che è molto impegnativo e che perderà tutti i suoi amici. Allora CJ decide di vivere delle avventure fantastiche con i suoi due migliori amici che li legheranno per la vita eterna...

## Formare una band
Titolo originale: Start a Garage Band Thing!